# Scopula ablativa
Espèce
Scopula ablativa est une espèce de lépidoptères (papillons) de la famille des Geometridae, décrite par Paul Dognin en 1911. Elle est présente en Argentine.